# Abejorral

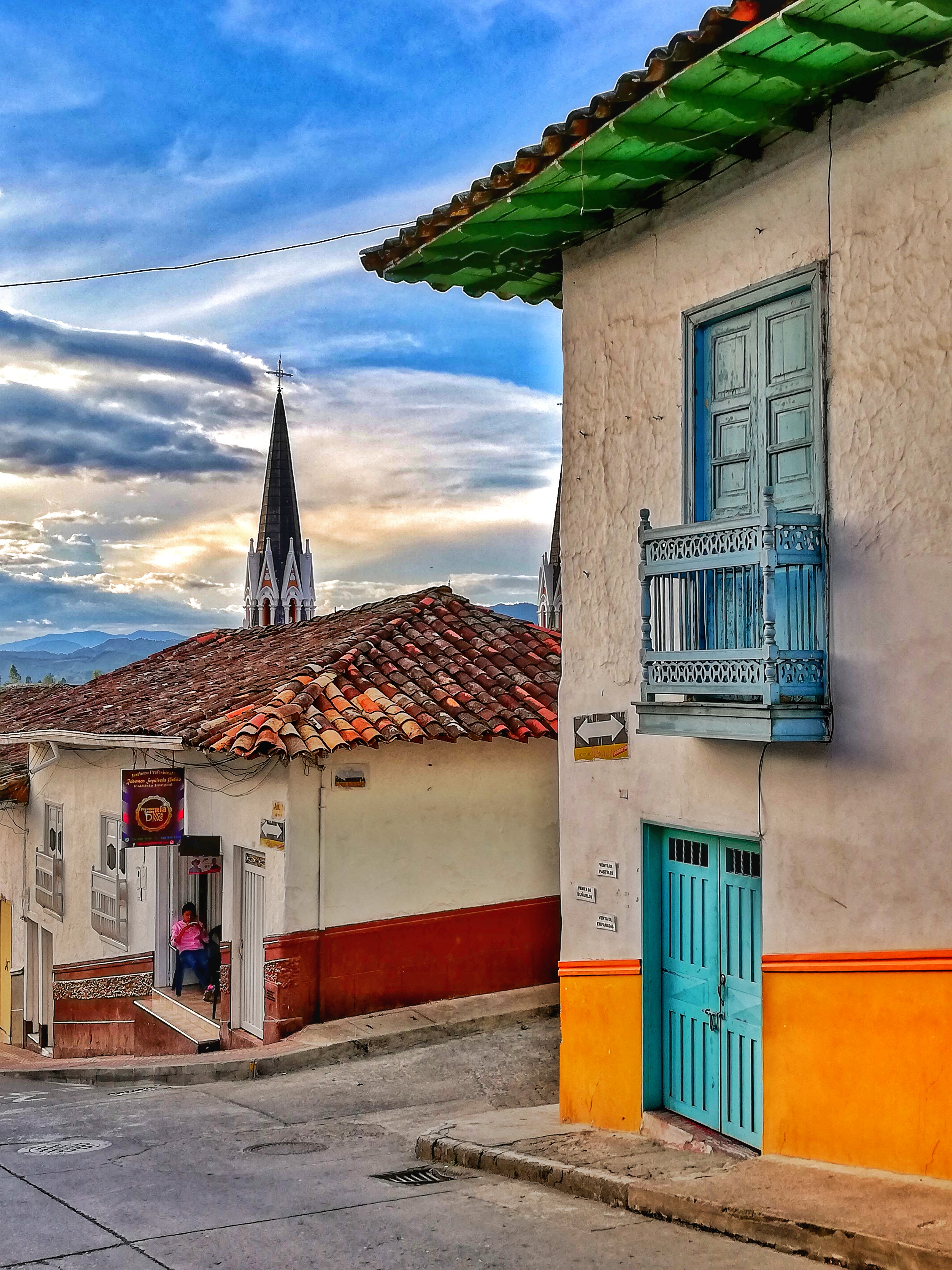
Calle Medellín (destacan las torres de la iglesia principal)

Abejorral es un municipio de Colombia, localizado en la subregión oriente del departamento de Antioquia. Limita por el norte con los municipios de Montebello, La Ceja, El Carmen de Viboral y La Unión, por el este con el municipio de Sonsón, por el sur con el departamento de Caldas y por el oeste con los municipios de Santa Bárbara y Montebello. Su cabecera dista a 86 kilómetros de Medellín, capital del departamento de Antioquia y a 64 kilómetros del aeropuerto internacional José María Córdova. 
El municipio posee una extensión de 502  kilómetros cuadrados y cuenta con una población de 20 287 de los cuales 7 910 viven en la zona urbana y 12 377 en la zona rural. Abejorral es llamada La tierra de los cien señores por la caudalosa nómina de hombres y mujeres de gran importancia y protagonismo en el desarrollo del país.

## Toponimia
Según la tradición oral, el nombre de Abejorral proviene de las picaduras de abejorros de las cuales fueron víctimas el maestro José Antonio y sus colonos en el suceso de traslado del antiguo asentimiento al actual poblado cuando al ser atacados por estos insectos de inmediato el Maestro exclamó: «Esto es un Abejorral».

## Historia
Con la llegada de Don Felipe Villegas y Córdoba al Nuevo Reino de Granada, al valle de San Nicolás de Rionegro en 1740, llega además del apellido Villegas, la propuesta de  un camino real hacia el sur,  partiendo de  Rionegro a través de una concesión de tierras con un agreste relieve y baldías para llegar a Honda y luego a Bogotá, pero solo se le autoriza en 1770 cuando le solicitó formalmente al  Virrey de la Nueva Granada Pedro Mesía de la Cerda y al Rey Carlos III de España. Era esta iniciativa, la posibilidad no solo de una vía de acceso que conduciría a la capital virreinal, sino también la oportunidad de nuevos emprendimientos en torno a este paso importante que en su objetivo abarcó casi diez municipios actuales entre el oriente antioqueño y el norte de Caldas, y que aportarían al desarrollo de una sociedad involucrada en esta realenga, es así como el camino del sur o de Villegas, se convierte en un suceso clave para escribir la historia de la gran colonización antioqueña.
Abejorral fue fundado en 1811 por decreto gubernamental, siendo paso obligado de los caminos nacionales, que llevarían desde Antioquia la grande, atravesando  la cordillera central hasta Mariquita en el departamento del  Tolima,  llevando a los puertos existentes en el río Magdalena y dando forma a uno de los fenómenos colonizadores más importantes, realizado por abejorraleños en los departamentos de Caldas, el Norte del Valle del Cauca y el Tolima.
Este territorio estaba en la ruta del Mariscal Jorge Robledo cuando expedicionó por el río Cauca hacia el norte de Antioquia partiendo del poblado de Arma y por las fechas de 1561.
Por eso se considera que fue Robledo el primer español que pisó este suelo.
En 1812 comenzó a funcionar la parroquia oficial en el lugar actual, aunque en la historia se habla de la capilla real de minas de las yeguas en el primer asentamiento a finales de 1700.   En 1814 aparece el nombre de Mesenia y poco después adquiriría su nombre actual, Abejorral.
Arquitectura y declaratoria
Asentado en un ramal de la cordillera Central, Abejorral en su arquitectura particular de ladera, reúne la tradición española y la herencia indígena, cuenta con uno de los centros urbanos más extensos declarados Bien de Interés Cultural del Ámbito Nacional con 63 manzanas y 1335 predios.  Abejorral es un municipio encantador a primera vista , importante para la historia,  como sitio de paso hacia el sur del país en el proceso de “Colonización Antioqueña”. El centro histórico del municipio de Abejorral, fue declarado Bien de Interés Cultural de la Nación mediante resolución 0619  en el año 2002 por el ministerio de cultura, gracias a que conserva la arquitectura de la colonización antioqueña, construcciones de tapia y bahareque con cubierta en tejas de barro, sostenidas por listones finos de guadua y en su interior, diseños que fueron en su mayoría tallados a mano y con instrumentos de elaboración rudimentaria y que dieron forma a los portones, contra portones y ventanales, que hoy son una valiosa riqueza,  que remontan al pasado a quienes lo visitan.

## Generalidades
- Distancia de Medellín: 86 kilómetros.
- Dónde queda: Abejorral es un municipio de Colombia, localizado en la subregión Oriente del departamento de Antioquia. Limita por el norte con los municipios de Montebello, La Ceja y La Unión, por el este con el municipio de Sonsón, por el sur con el departamento de Caldas y por el oeste con los municipios de Santa Bárbara y Montebello. Su cabecera dista a 86 kilómetros de Medellín, capital del departamento de Antioquia y a 64 kilómetros del aeropuerto internacional José María Córdova.
- Cómo se llega:        
  -     - La Ceja- vía Colmenas- Abejorral  (pavimento)
    - La Ceja – vía El Guaico - Abejorral
    - La Ceja - la Unión - Abejorral
    - La Unión - Mesopotamia - Abejorral
    - Sonsón (vía la Morelia) - Abejorral
    - Santa Bárbara  – vía El Cairo -  Abejorral
    - La Pintada – Pantanillo – Abejorral
    - Aguadas - Arma - Pantanillo - Abejorral
- Fundador: José Antonio Villegas y  Londoño

## División Político-Administrativa
Además de su Cabecera municipal. Abejorral tiene bajo su jurisdicción los siguientes corregimientos (de acuerdo a la Gerencia departamental):
- Guaico Grande
- Pantanillo

## Geografía física

### Ubicación
| Noroeste: Montebello                   | Norte: La Ceja y La Unión         | Nordeste: La Unión y El Carmen de Viboral |
| Oeste: Santa Bárbara (Río Buey)        |                                   | Este: Sonsón (Río Aures)                  |
| Suroeste: Aguadas ( Caldas) (Río Arma) | Sur: Aguadas ( Caldas) (Río Arma) | Sureste: Sonsón (Río Aures)               |

### Clima: 17 °
Altitud: 2.275 msnm

## Demografía
Población total: 20.287  habitantes de los cuales 7. 910 viven en la zona urbana y 12.377 en la zona rural

## Vías de comunicación
- La Ceja- vía Colmenas- Abejorral  (pavimento)
- La Ceja – vía El Guaico - Abejorral
- La Ceja - la Unión - Abejorral
- La Unión - Mesopotamia - Abejorral
- Sonsón (vía la Morelia) - Abejorral
- Santa Bárbara  – vía El Cairo -  Abejorral
- La Pintada – Pantanillo – Abejorral
- Aguadas - Arma - Pantanillo - Abejorral

## Economía
- Agricultura: café, aguacate, musáceas, papa, frijol, maíz,

Artesanías, Artes y oficios:
- Albardería tradicional (enjalmas)
- Fabricación de zapatos
- Tallas en madera
- Canastas de bejuco
- Jíqueras de cabuya y esteras chinas de guasca

## Fiestas
- Enero. Aniversario de fundación.
- Marzo/abril. Semana Santa.
- Abril. Semana de la Palabra.
- Junio. Día del Campesino.
- Junio. Corpus Christi corregimiento de Pantanillo.
- Julio. Fiestas patronales de Nuestra Señora del Carmen.
- Agosto. Semana Cultural (I.E. fundación Celia Duque).
- Octubre. Fiestas Tradicionales del Arco.
- Noviembre. Fiestas patronales de Cristo Rey.
- Noviembre. Semana de la Juventud.

Templos:
- Nuestra Señora del Carmen (parque Principal),
- Cristo Rey (barrio Obrero)
- Nuestra Señora del Perpetuo Socorro (Pantanillo)

Capillas:
- Señor de los Milagros (vereda Chagualal),
- Nuestra Señora del Carmen (vereda El Erizo)
- María Auxiliadora (El Guaico), María Auxiliadora (calle Real)
- Los Dolores (Plazuela Colón).

Patrimonio natural

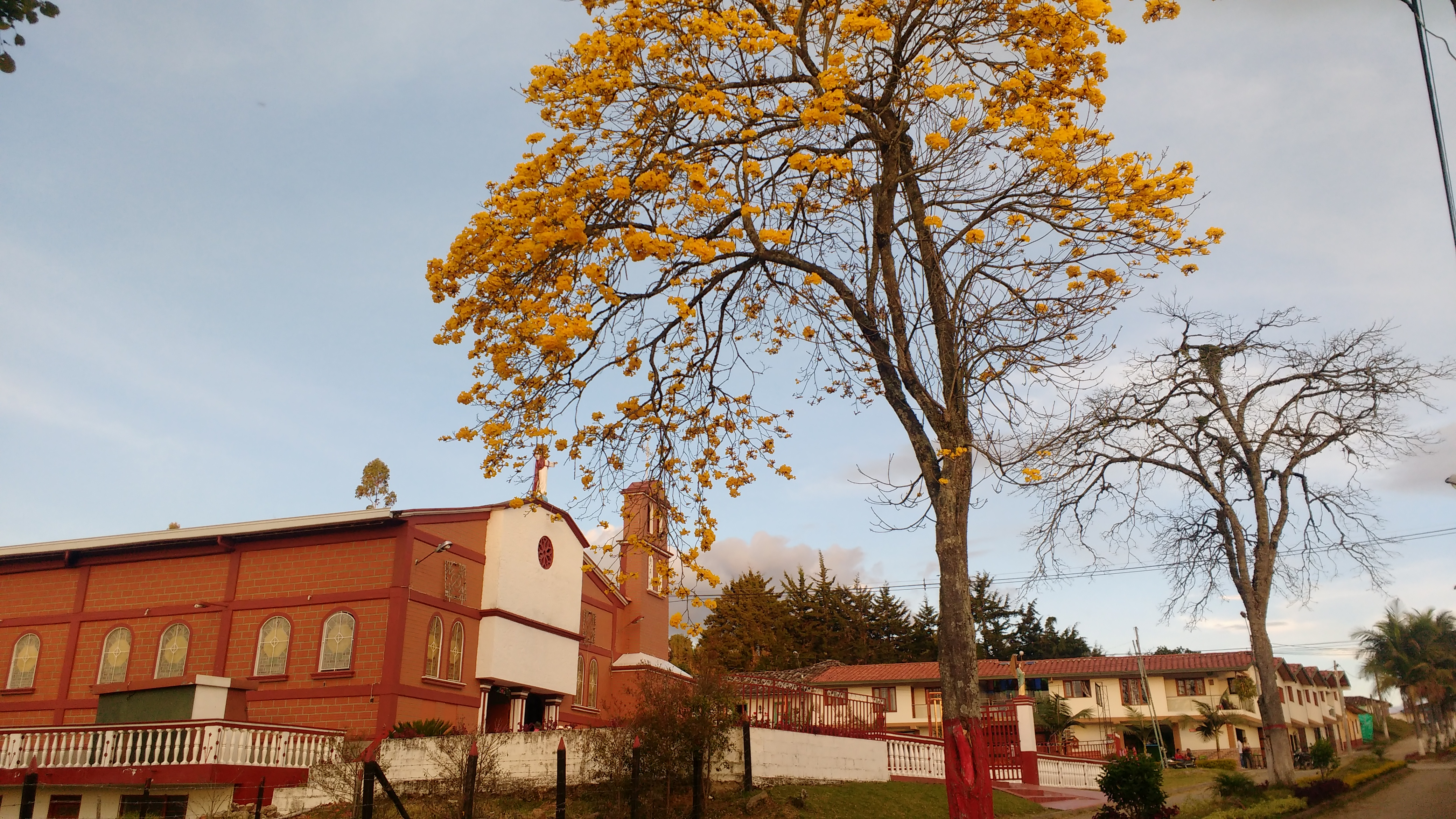
Barrio obrero

- Mirador del río Aures Vereda La Esperanza
- Mirador del suroeste desde la vereda Chagualal
- Mirador del puente Del Chagualo donde se pueden observar los farallones del citara
- Mirador de La María vereda circita (Sonsón y departamento de caldas)
- Mirador de Morro Pelón en la vía al corregimiento de pantanillo , se puede observar el departamento de caldas y en días muy despejados  el Nevado del Ruiz
- Mirador del Higuerón
- Salto Río Buey
- Salto Río Aures
- Cascada yeguas
- Cascadas de pedernales
- Cascada los chorritos
- Cerro San Vicente.

## Turismo
Abejorral es un pueblo muy particular en el que se entremezcla lo tradicional y natural con novedosas y hasta fantasiosas propuestas turísticas que hoy en día, atraen a visitantes regionales, nacionales e internacionales, Tal es el caso de la Casa en el Aire, el hostal la Peña, Los peñoles, la Casa de Roro, Los saltos Eco parque, Cantabria, el mundo colgante, hacienda vista Hermosa, los cuales ofrecen experiencias de aventura como cable vuelo, hamacas en los árboles o en el aire, péndulo, escalada en roca, vía Ferrata, Aero pícnic, senderismo , parapente, zonas de camping, experiencias en torno a la producción y la cultura agrícola,  entre otros también Imponentes caídas de agua como el Salto del Río Aures y  el Salto del Río Buey, son algunos de los sitios de energización y conexión natural, que hacen único a Abejorral.  Otro referente turístico son las rutas camineras con diferentes grados de dificultad, que atraviesan diversos paisajes y que en algunos casos eran los caminos utilizados por los nuestros ancestros arrieros, los cuales permiten a las personas apasionadas por caminar al aire libre, interactuar con la naturaleza, la ruralidad y el campo.

En Abejorral se vive la cultura campesina, se cultiva la tierra, se comercializan productos agrícolas locales, que se trasladan desde las veredas en hermosas chivas cada una con su particular derroche artístico y por supuesto el nombre que las identifica, son estos vehículos los encargados de cubrir el transporte rural. Este pueblo de Antioquia habitado por gente solidaria y acogedora, surcado por montañas llenas de tesoros, donde se toma uno de los mejores cafés de Colombia, cuna de personajes ilustres y reliquias que se encuentran en casas comunes, es un gran libro, lleno de historias y cuentos que merecen ser compartidos con quienes se aventuran a visitarlo.
Un territorio en su mayor parte campesino.  El sábado es el día de mercado, los campesinos sacan los productos cultivados en sus fincas para la comercialización local y regional.
En el primer reglón de la economía abejorraleña se ubica el café,  siendo  Abejorral el principal productor en el oriente Antioqueño con 3.013 hectáreas sembradas y una producción de 5 millones de kilogramos  anuales,  el aguacate se encuentra en el segundo renglón de la economía con alrededor de 2500 hectáreas sembradas, seguido por la producción lechera con 22.000 millones de litros anuales.
La diversidad de climas que tiene el municipio, permiten que nuestro municipio sea una importante despensa agrícola y su oferta se amplia a Maíz, frijol, plátano, cacao, tomate, frutales como mango, mandarina, guanábana, granadilla, entre otros que aquí se cultivan y muchos de estos son tipo exportación.

## Servicios

### Instituciones educativas
• I.E. Fundación Celia Duque.
• I.E. Escuela Normal Superior. 
• I.E. Manuel Canuto Restrepo.
• I.E. Dionisio Arango Mejía 
• I.E.R. Pantanillo.
• I.E.R. Zoila Duque Baena (vereda Chagualal).

## Galería

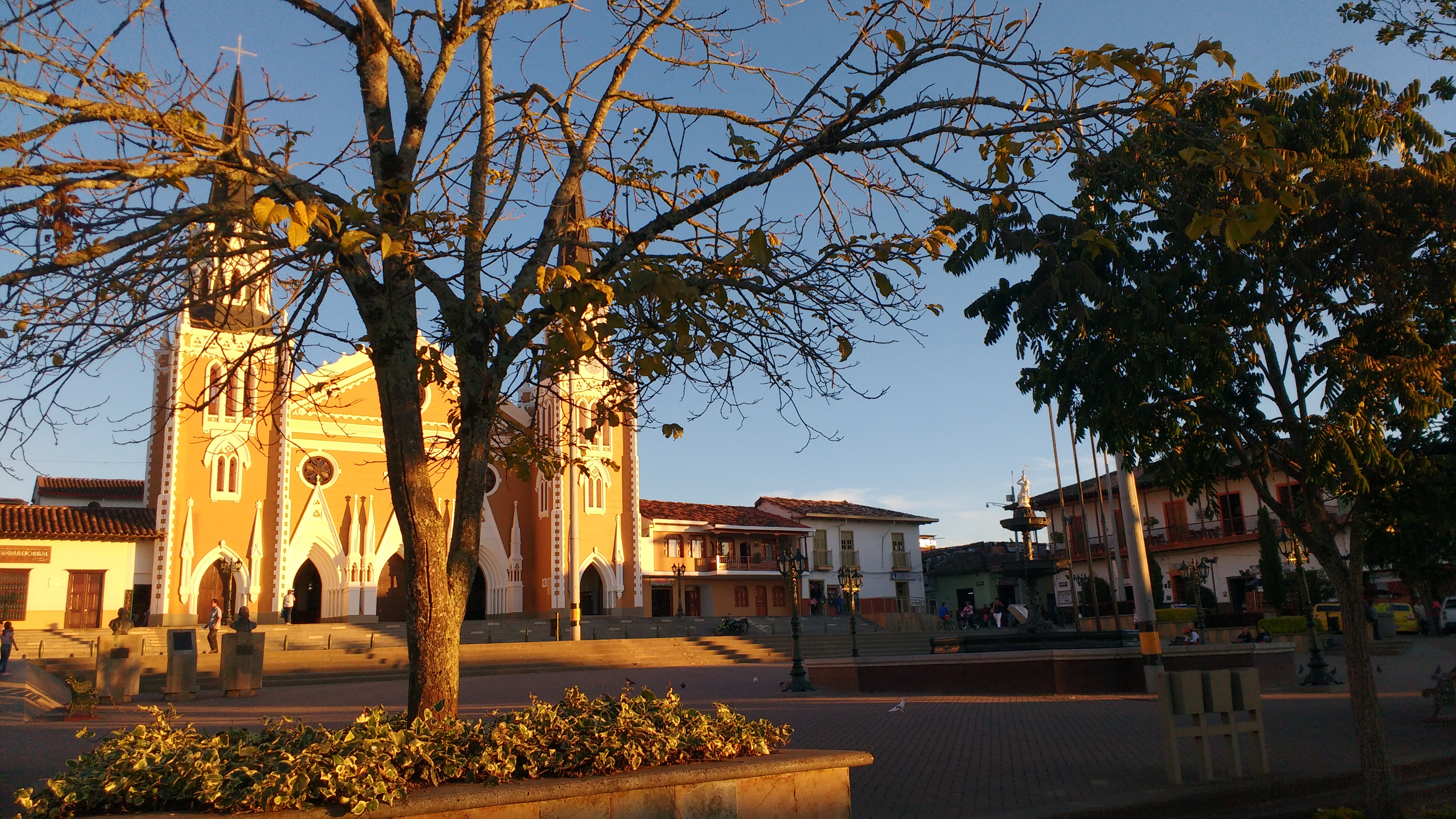
Parque de Abejorral
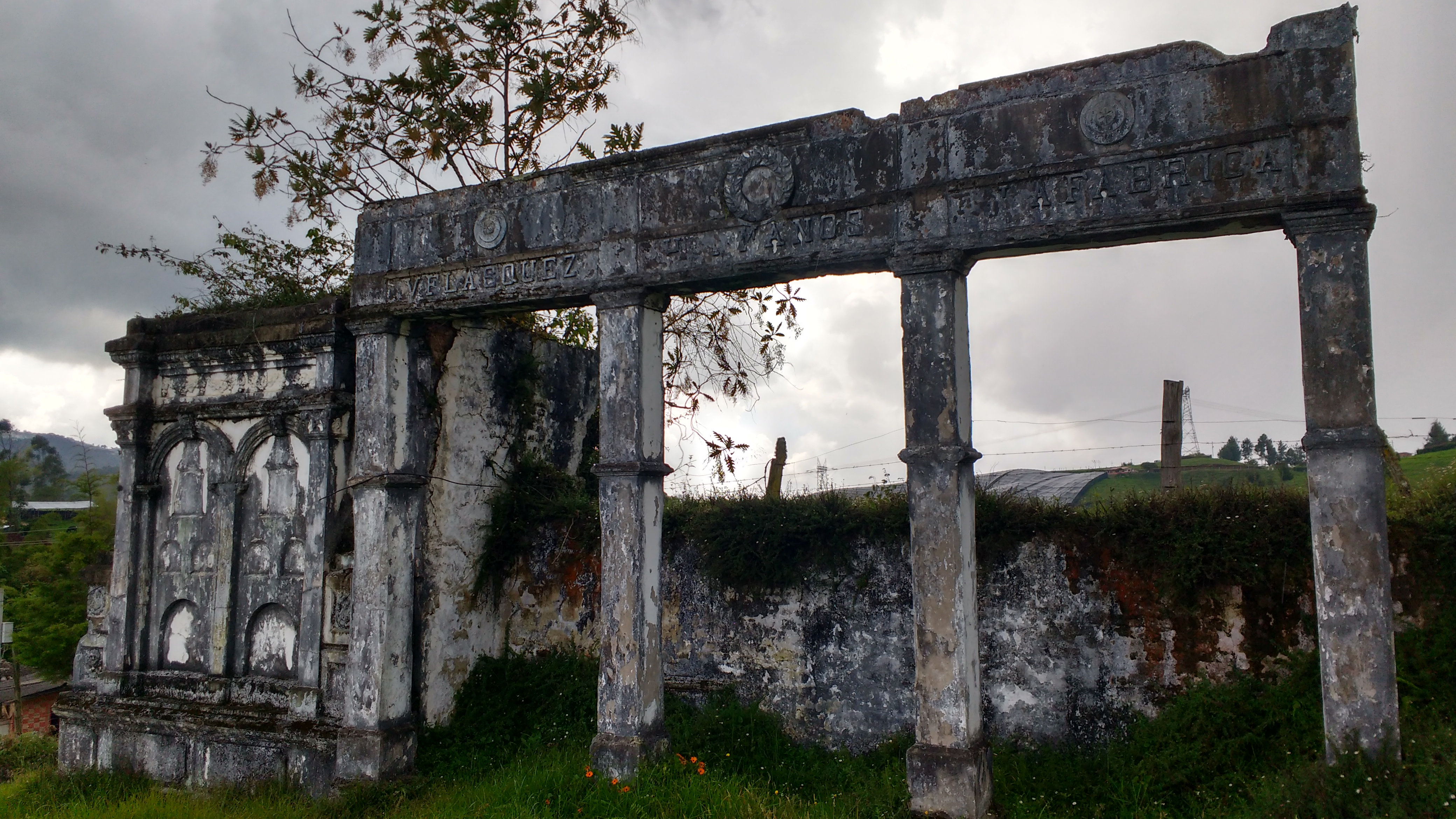
Ruinas del antiguo cementerio
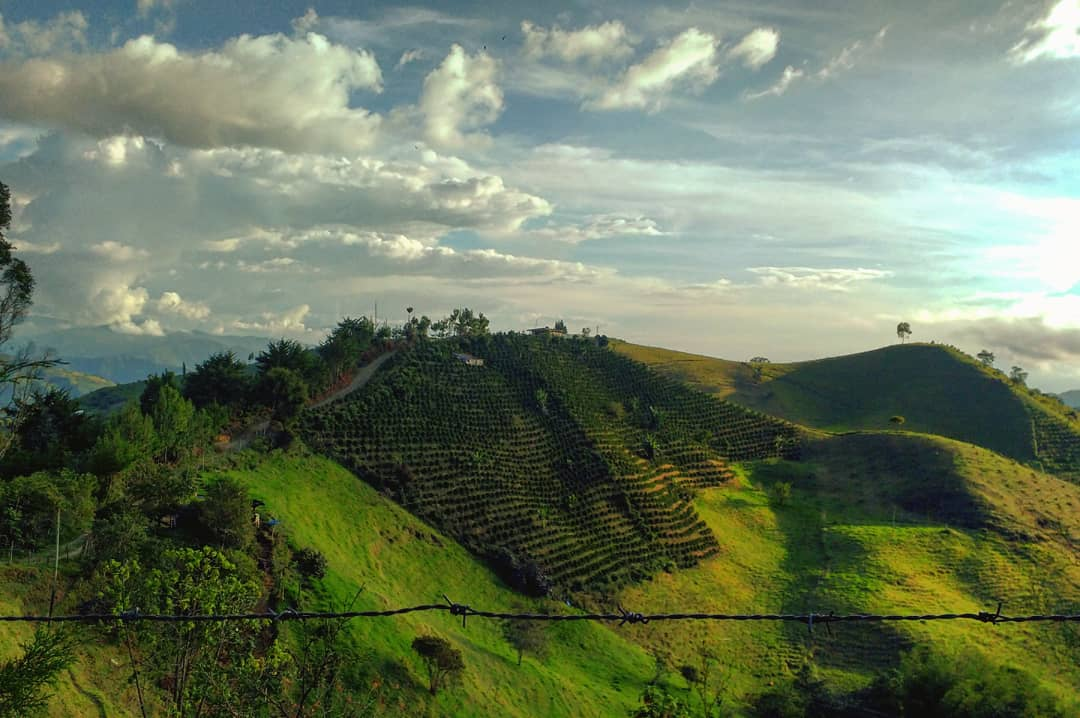
Vereda la polka
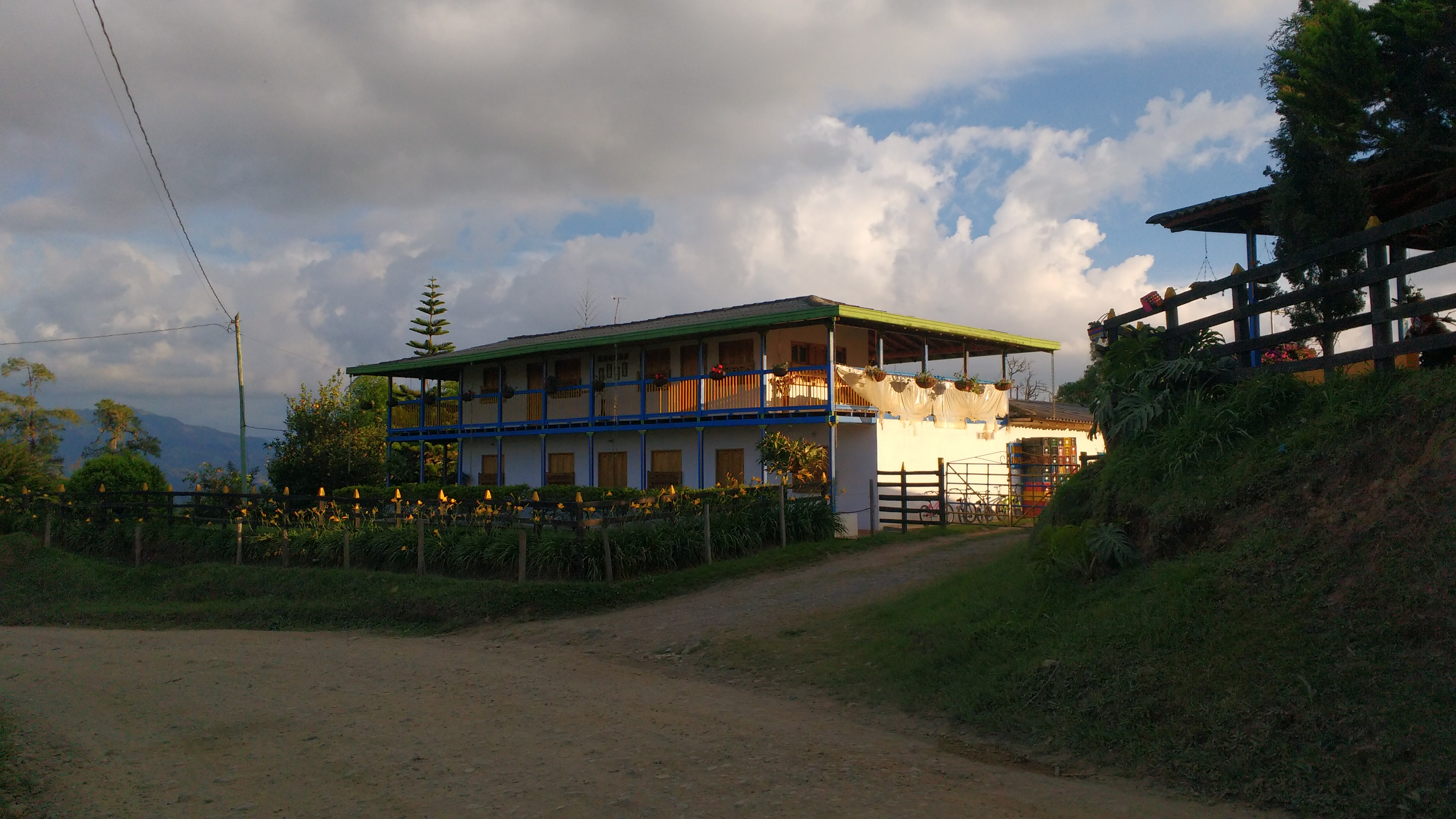
Casa típica
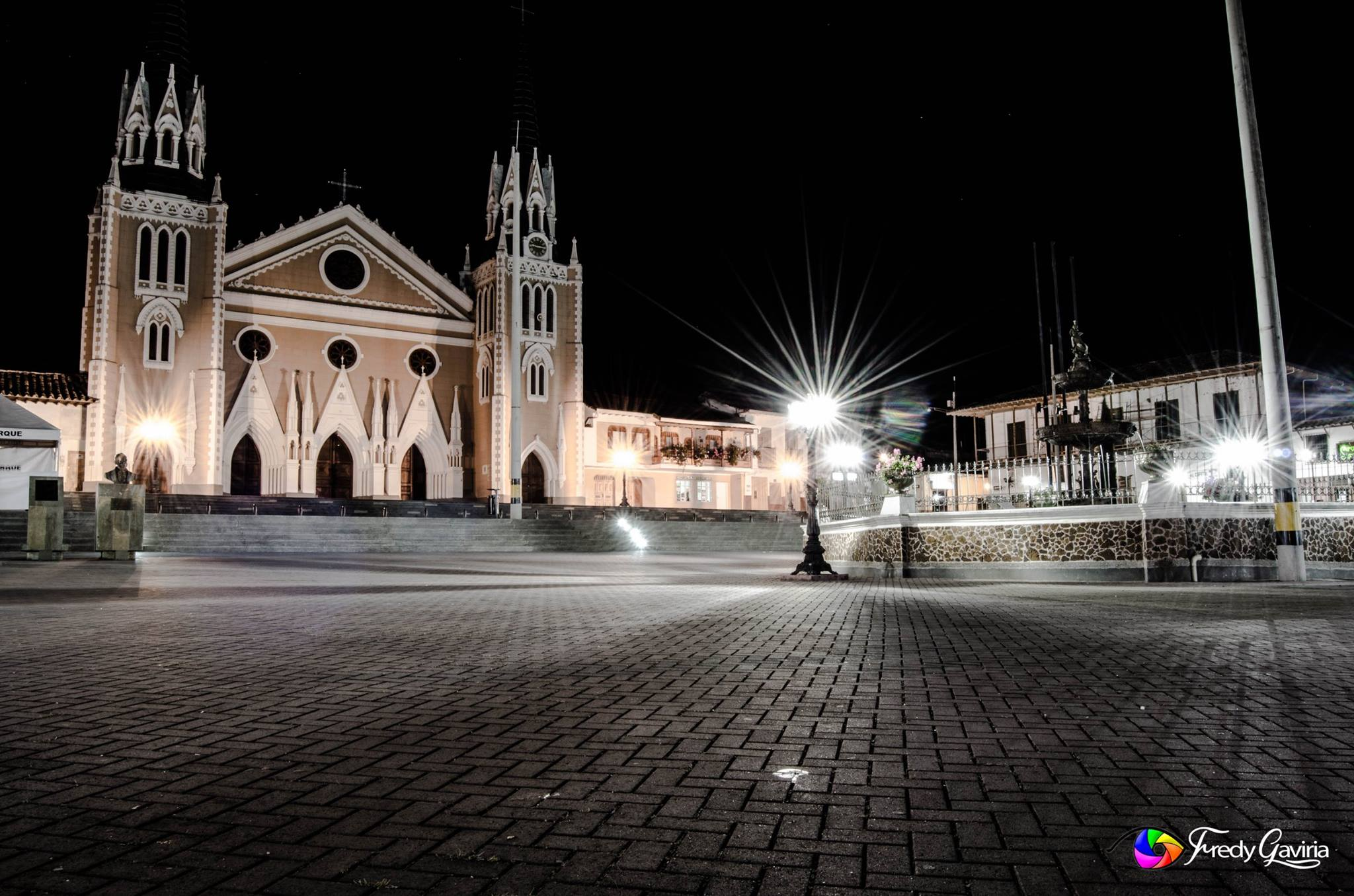
Parroquia Nuestra Señora del Carmen - Parque La Independencia

1. 1 2 3  «Información general de Abejorral». Alcaldía del municipio. Archivado desde el original el 3 de diciembre de 2015. Consultado el 1 de mayo de 2015.
2. ↑  «Censo 2018 - Población ajustada por cobertura». DANE. Consultado el 16 de octubre de 2019.
3. ↑  «Corregimientos de Abejorral - Gerencias de Corregimientos del Departamento de Antioquia.».